# Пірмазенс (футбольний клуб)
«Пірмазе́нс» (нім. «FK Pirmasens») — німецький футбольний клуб з Пірмазенса. Заснований 10 червня 1903 року.